# Clioperla clio
Clioperla clio is een steenvlieg uit de familie Perlodidae. De wetenschappelijke naam van de soort is voor het eerst geldig gepubliceerd in 1839 door Newman.